# Hugh Trevor
Hugh Trevor, nato Hugh Trevor-Thomas (Yonkers, 28 ottobre 1903 – Los Angeles, 10 novembre 1933), è stato un attore statunitense.

## Biografia
Diplomato alla Columbia Extension Institute di New York City, studiò alla Harvard University e divenne un assicuratore di successo. Nel 1925, attraverso lo zio, il produttore William LeBaron, incontrò il noto attore Richard Dix per proporgli una polizza assicurativa. Dix, colpito dalla bella presenza di Trevor, gli propose un provino che egli superò brillantemente.
Debuttò nel 1927 con la parte da protagonista nel film Ranger of the North diretto da Jerome Storm, e lavorò con molti importanti attori del tempo, quali Mary Astor, Bryant Washburn, Chester Conklin, Noah Beery, Betty Compson e Lowell Sherman. Nel 1929, dopo aver recitato insieme nel film Lo specchio dell'amore, si legò sentimentalmente con l'attrice Aileen Pringle, come avvenne successivamente con Betty Compson, con la quale aveva interpretato nel 1930 il film Il mistero di mezzanotte diretto da George B. Seitz.
Con l'avvento del sonoro la sua carriera, che pareva molto ben avviata, ebbe un brusco declino e Trevor lasciò il cinema nel 1931, dopo aver interpretato The Royal Bed di Lowell Sherman, tornando alla sua precedente attività di assicuratore. Nel 1933, operato di appendicite, morì per complicazioni succedute all'operazione. È sepolto nell'Hollywood Forever Cemetery di Los Angeles.

## Filmografia
- Ranger of the North (1927)
- Her Summer Hero (1928)
- Wallflowers (1928)
- Skinner's Big Idea (1928)
- The Pinto Kid (1928)
- Lo specchio dell'amore (1928)
- Cocktail Martini (1928)
- Allegro autista (1928)
- Red Lips (1928)
- Hey Rube! (1928)
- Sahara (Love in the Desert), regia di George Melford (1929)
- The Very Idea (1929)
- La più bella vittoria (1929)
- The Cuckoos (1930)
- Il mistero di mezzanotte (1930)
- Conspiracy, regia di Christy Cabanne (1930)
- Half Shot at Sunrise (1930)
- The Pay-Off (1930)
- The Royal Bed (1931)